# 阿野廉子
阿野廉子（あの れんし／かどこ，1301年—1359年5月26日），鎌倉時代後期、南北朝時代後宮、女院，後醍醐天皇寵妃，後村上天皇（義良親王）、恒良親王、成良親王、祥子内親王、惟子内親王的生母。受院号宣下，号新待賢門院，称三位局。
父右近衛中将阿野公廉，母不詳，後为洞院公賢養女。阿野家是出自藤原北家閑院流的公家，阿野全成外孫阿野实直为始祖。

## 生平
元应元年（1319年）8月後醍醐天皇冊立西園寺禧子为中宮，19岁的阿野廉子本來是作為伺候中宮禮成門院的女官而入宮，因才色兼備，得到後醍醐天皇的特別寵幸，集寵愛於一身。
嘉历3年（1328年）生下義良親王。元弘元年/元德3年（1331年）3月叙从三位，称三位局。
元弘2年/元德4年（1332年），元弘之乱后，阿野廉子随後醍醐流配隐岐岛。
建武新政下，阿野廉子得到了皇后待遇，建武2年（1335年）4月获得准三后的荣誉。参与了恒良親王立太子，足利尊氏結託和後醍醐天皇对立的護良親王被殺。
新政瓦解後，同後醍醐天皇遷幸吉野，後以後村上天皇的生母，成为南朝的皇太后，正平6年/观应2年（1351年）12月受院号宣下，正平12年/延文2年（1357年）9月落飾。
正平14年/延文4年（1359年）四月廿九在河内观心寺崩，享年59岁。

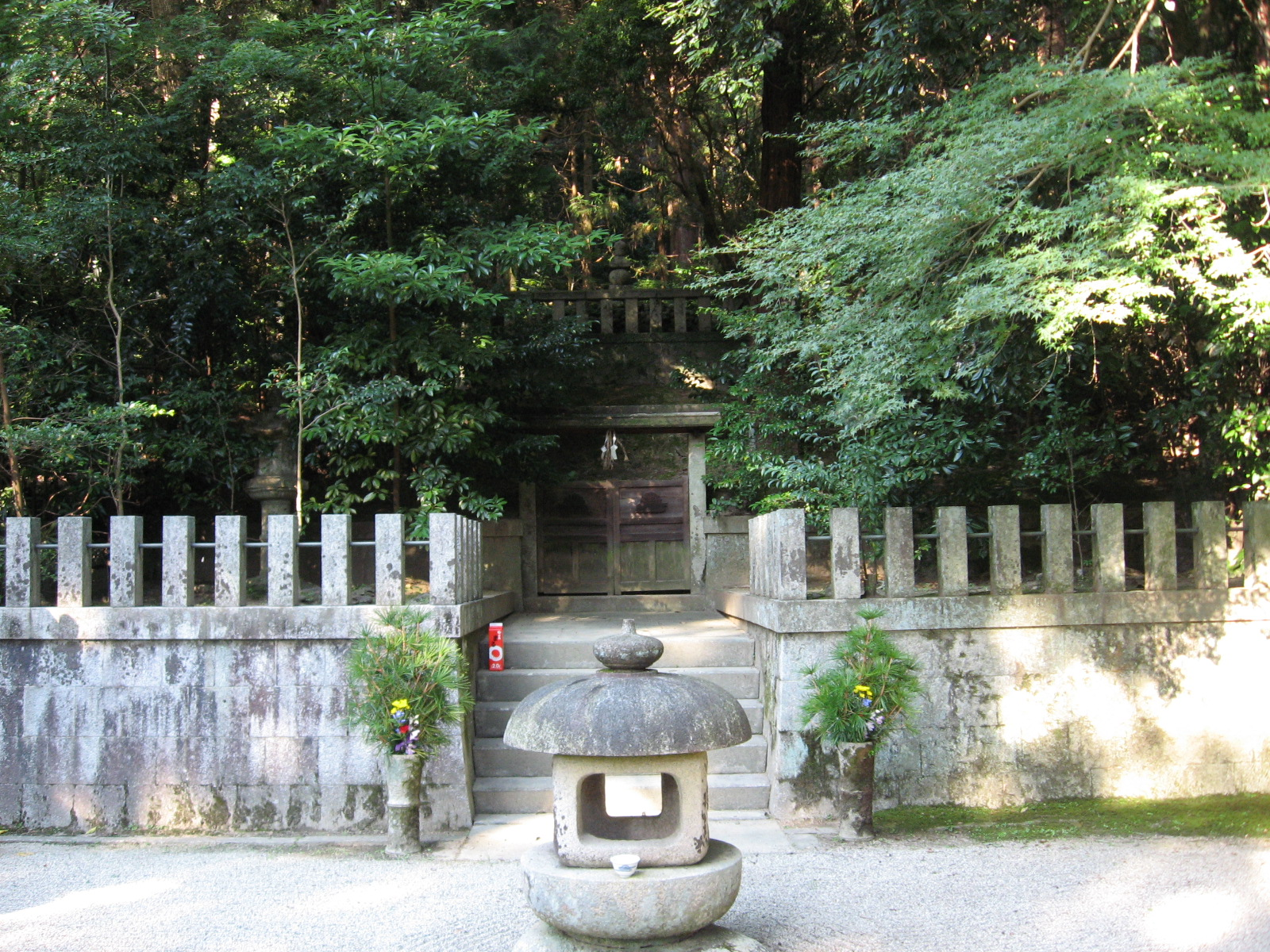
楠公首塚（观心寺）

## 登場作品
小説
- 吉川英治『私本太平記』
- 峰隆一郎『足利尊氏 女太平記』
- 森村誠一『太平記』

漫画
- かみやそのこ『阿野廉子（ロマンコミックス 人物日本の女性史17）』
- 市川ジュン『鬼国幻想』

映画
- 桜 さくら（1924年、日活、演：尾上多磨之丞）

电视剧
- 太平記（1991年、NHK大河劇、演：原田美枝子）